# Musée de la nature et des sciences de Denver

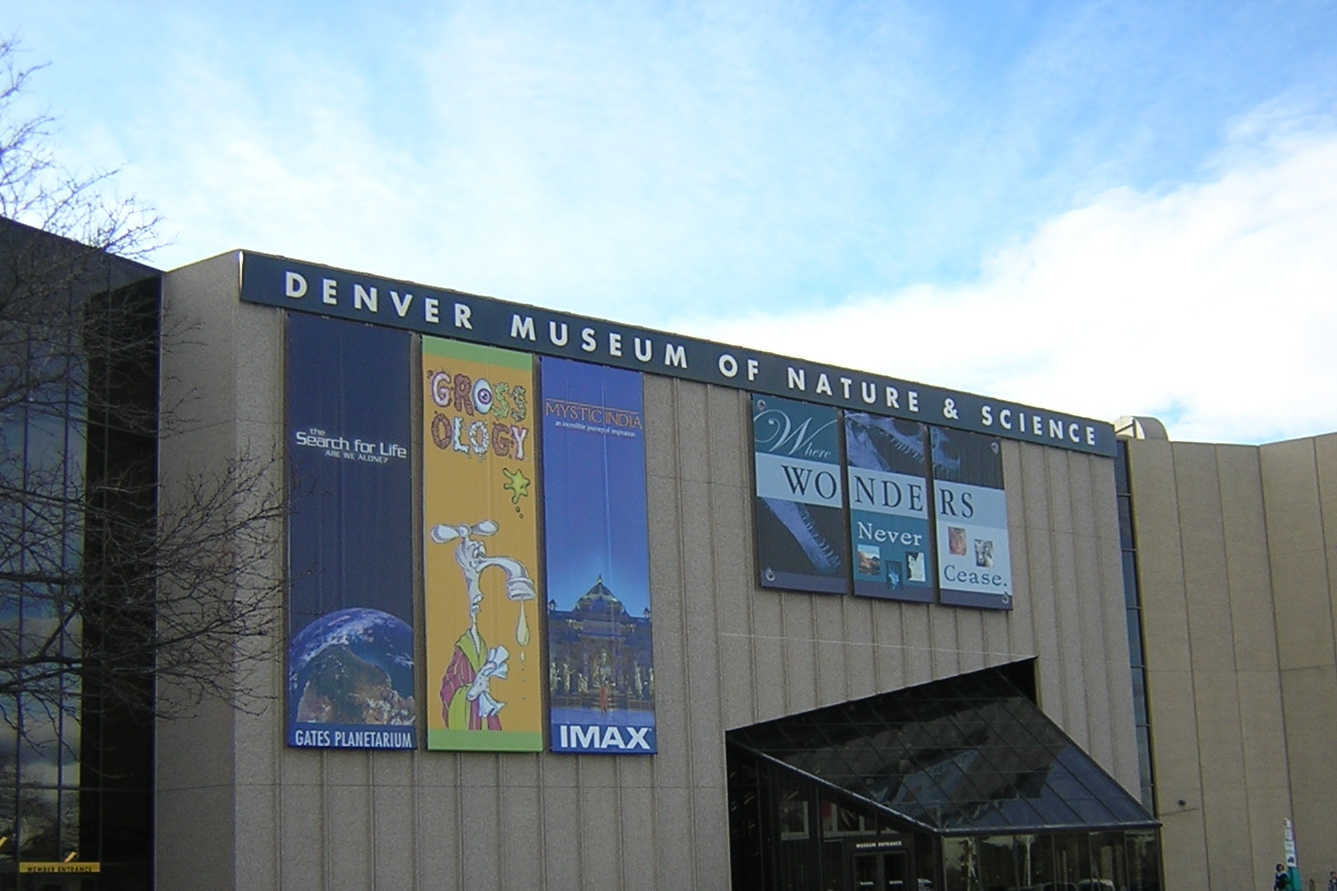
Le musée.

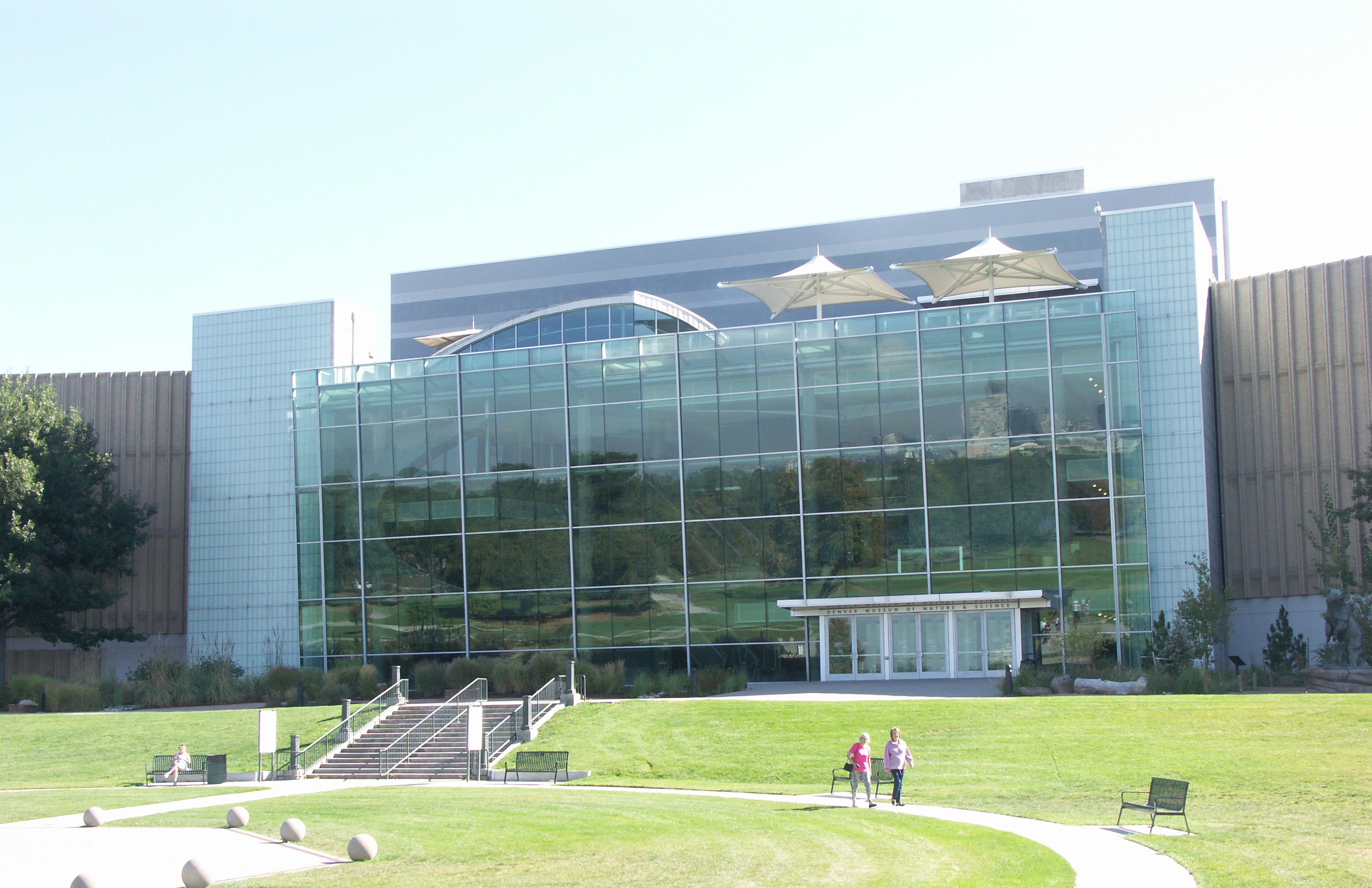
Musée de la nature et des sciences de Denver, façade Ouest.

Le musée de la nature et des sciences de Denver est un musée d'histoire naturelle et des sciences situé dans la ville de Denver, dans l'État du Colorado. Il s'agit d'un centre d'éducation scientifique informelle dans la région des montagnes Rocheuses. Des expositions et des activités aident les visiteurs du musée à en apprendre davantage sur l'histoire naturelle du Colorado, de la Terre et de l'univers. Les bâtiments, qui couvrent plus de 45 000 m2, abritent plus d'un million d'objets dans les collections, dont des collections d'histoire naturelle et des matériaux anthropologiques, ainsi que des archives et une bibliothèque.
Le musée est une institution indépendante, à but non lucratif, employant environ 350 personnes à temps plein et à temps partiel, plus de 1 600 bénévoles. Il est accrédité par l'American Association of Museums (AAM).